# Масерија Тети (Авелино)
Масерија Тети је насеље у Италији у округу Авелино, региону Кампанија.
Према процени из 2011. у насељу је живело 63 становника. Насеље се налази на надморској висини од 289 м.